# فوجیوارا نو موچیمارو
فوجیوارا نو موچیمارو (انگلیسی: Fujiwara no Muchimaro؛ ۶۸۰ – ۲۹ اوت ۷۳۷) سیاستمدار اهل ژاپن بود.